# 不田涼子
不田 涼子（ふだ りょうこ、1986年10月25日 - ）は、兵庫県神戸市出身の元女子プロテニス選手。向陽台高等学校（単位制）卒業。同志社大学スポーツ健康科学部卒業。

## 来歴
3歳でテニスを始め、ジュニア年代では全国小学生大会、全日本ジュニア大会をはじめ、国内全てのタイトルを獲得。14歳以下ワールド・ジュニア大会では、2年連続日本代表選手に選出。ナンバー1として活躍し、アジア・オセアニア地区ゾーン優勝。世界大会でも5位に輝く。
2000年、盛田ファンドの一期生として、アメリカ・フロリダにあるIMGアカデミーにテニス留学。
2002年、15歳時に全日本ジュニア18歳以下で優勝。同年の世界スーパージュニアテニス選手権大会シングルス決勝ではルーシー・サファロバを 6-4, 4-6, 7-6(5) で破り優勝、ITF世界ジュニアランキング7位となる。ジャパンオープン・ジュニアシングル優勝。
2003年の全米オープンジュニアでシングルスベスト8となる。同年にはジャパンオープンジュニアシングルスで優勝決める。さらに、ジュニアでありながら、トーマス嶋田氏をペアに、全日本選手権ミックスダブルス優勝。
16歳でジュニア大会を卒業し、2004年17歳でプロ転向。
2005年ウィンブルドンで初の4大大会シニアの予選に出場した。2006年全豪オープンと2006年全米オープンで予選決勝に進出したのが最高で4大大会本戦出場はならなかった。
2006年ドーハアジア大会では個人ダブルスと団体で2つの銅メダルを獲得した。4年後の2010年広州アジア大会にも出場し、団体で銅メダルを獲得した。
2012年3月公式ブログで現役引退を発表。4月から同志社大学に入学することを明らかにした。
2016年3月、同志社大学を卒業。
卒業後は、テニスの指導やJFA主催の夢先生等、全国各地でスポーツに携わる仕事をしている。